# اندود ماسه سیمان
اندود ماسه سیمان ملاتی از ماسه و سیمان می‌باشد که برای اندود کردن دیوار بکار می‌رود. این نوع اندود مناسب برای مکانهای مرطوب می‌باشد و مکانهایی مانند سرویس‌های بهداشتی و مخازن آب و نواحی که رطوبت در آنها بالا می‌باشد. اندود ماسه سیمان معمولاً با نسبتهای ۳:۱ یا ۴:۱ (یک قسمت سیمان به سه یا چهار قسمت ماسه) ساخته می‌شود. بجز در مواردی که ضخامت اندود بیش از ۱٫۵ سانتی‌متر می‌باشد اندود در یک مرحله زده می‌شود. اما برای اندودهای با ضخامت‌های بیشتر اندودکاری در بیش از یک مرحله انجام می‌شود. در هنگام اندودکاری هر لایه باید بین ۵ تا ۱۰ روز مرطوب بماند.

## نگارخانه

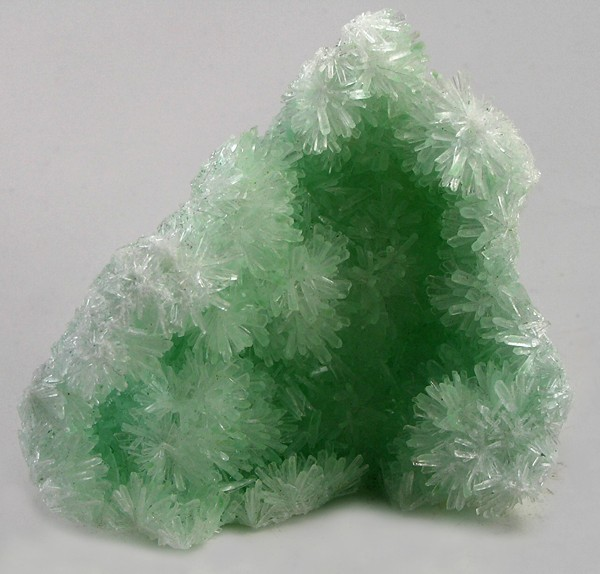
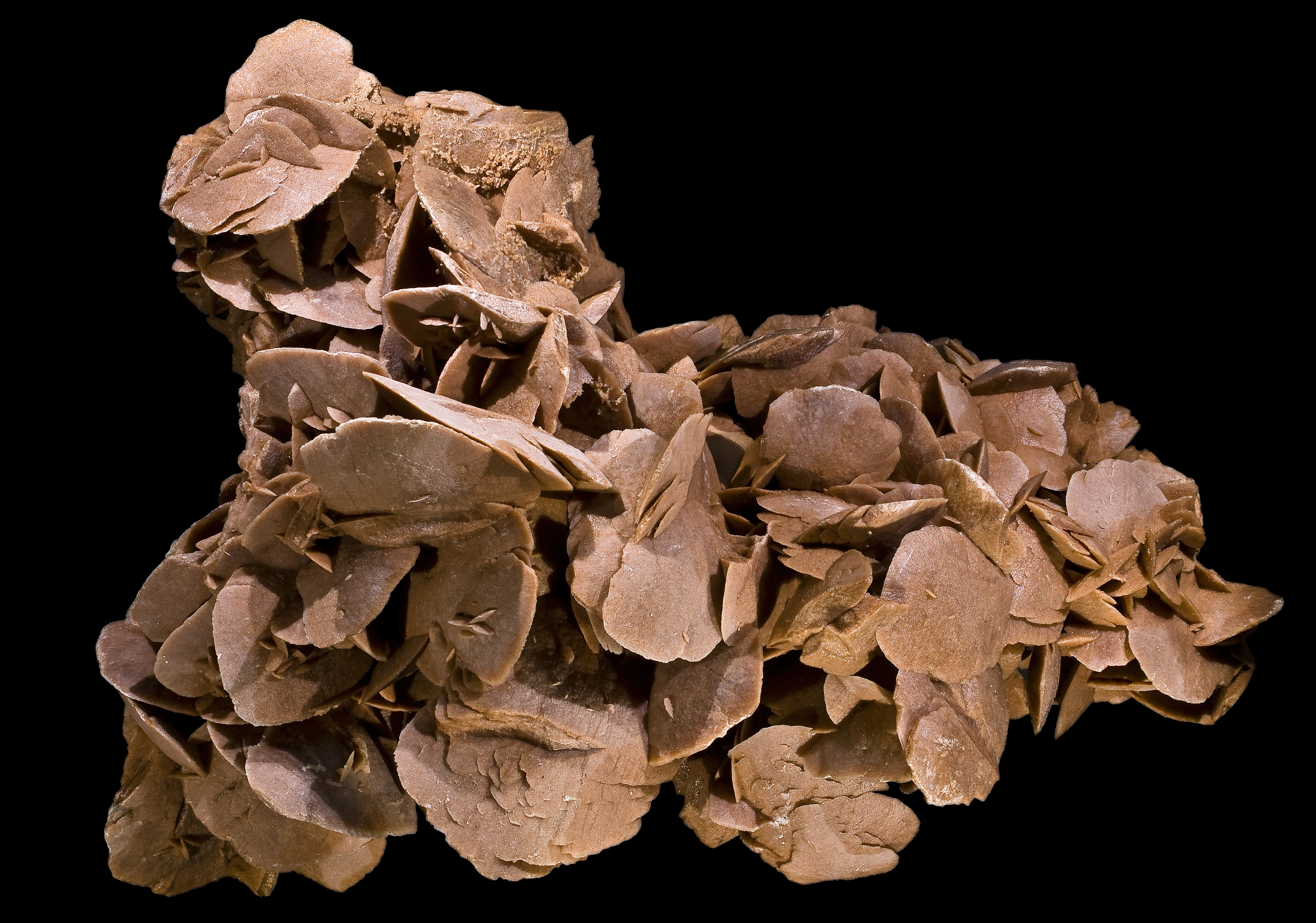
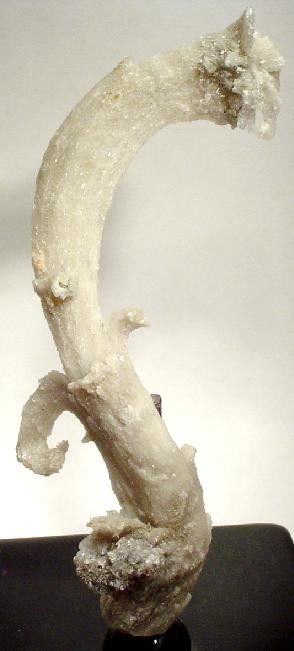
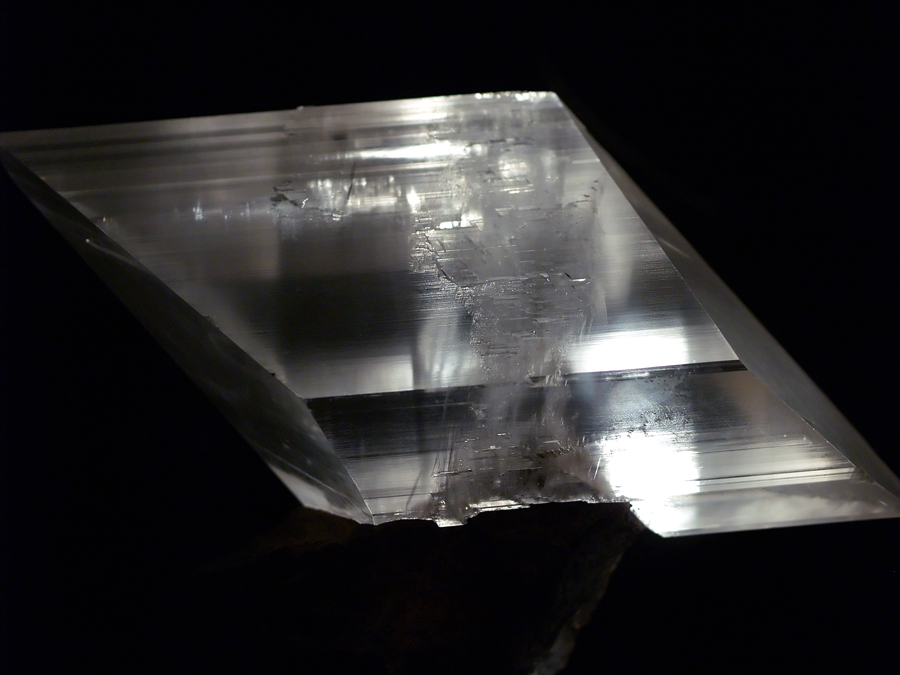
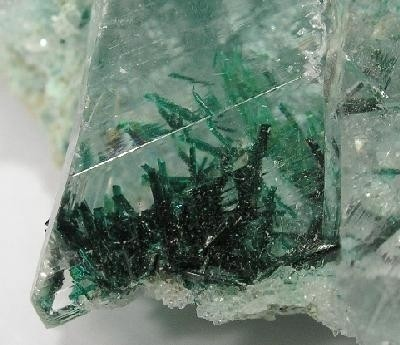
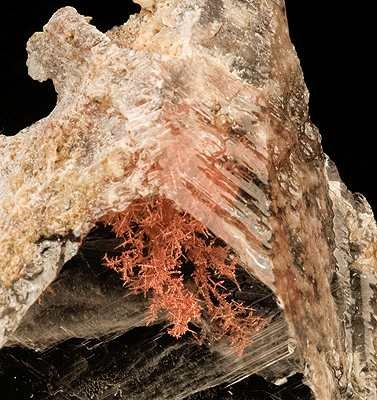
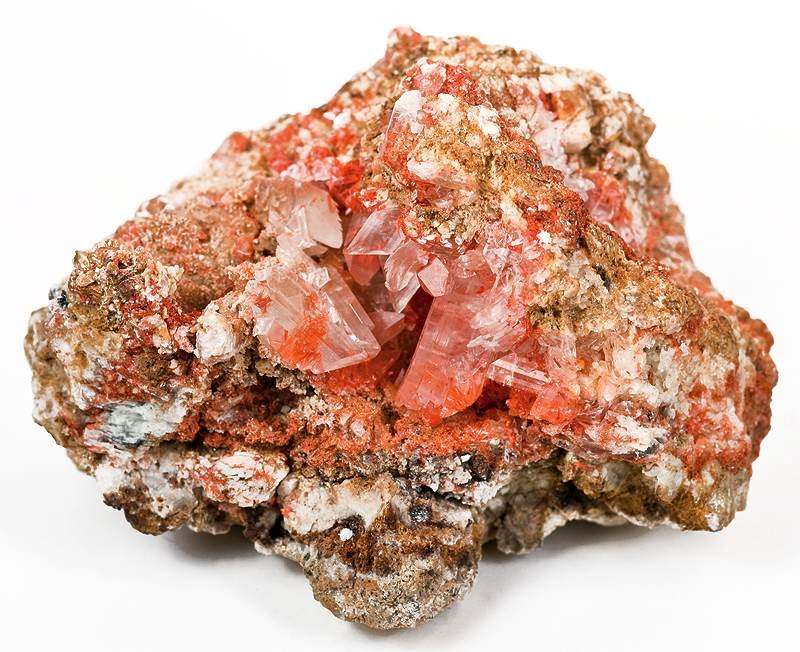
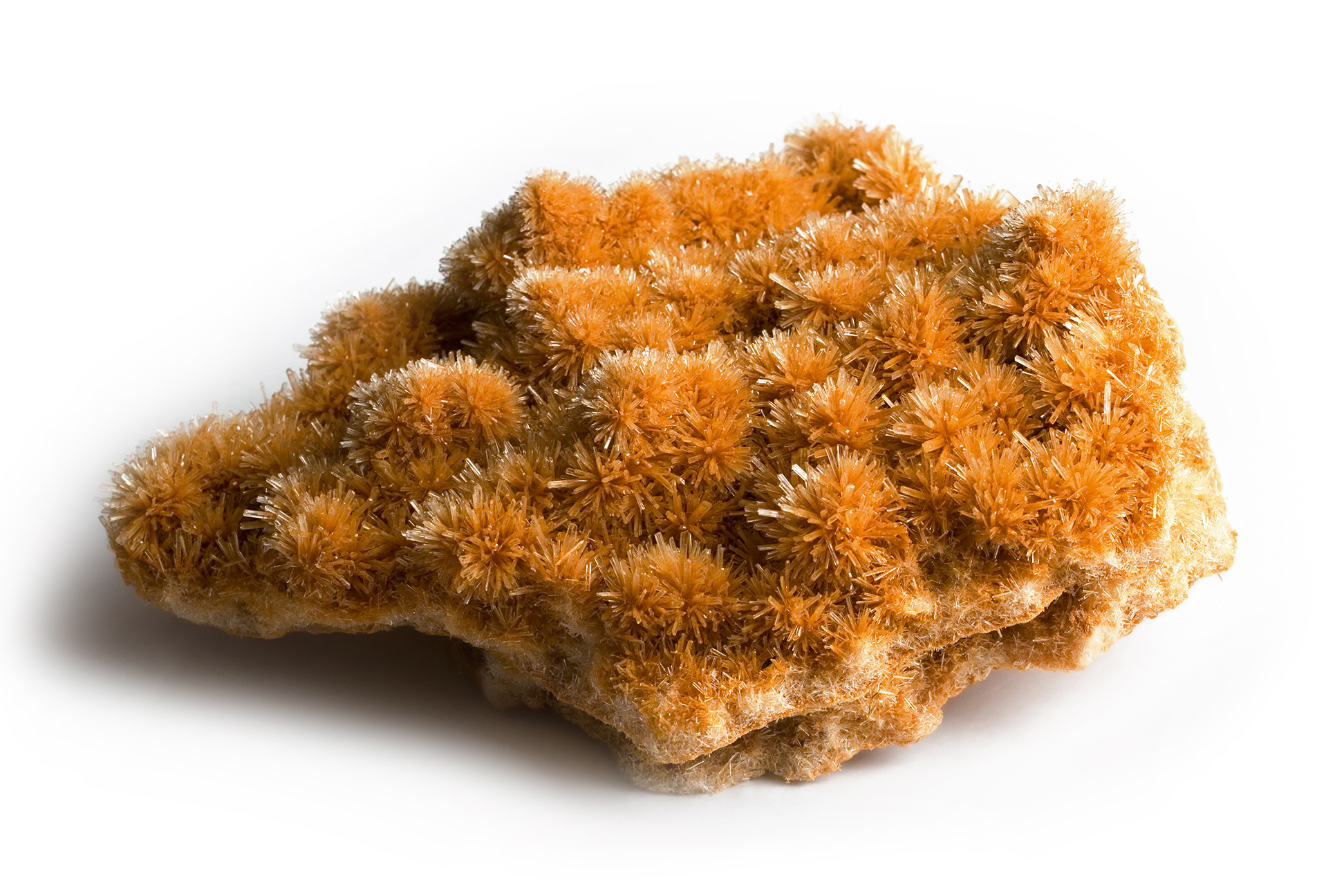
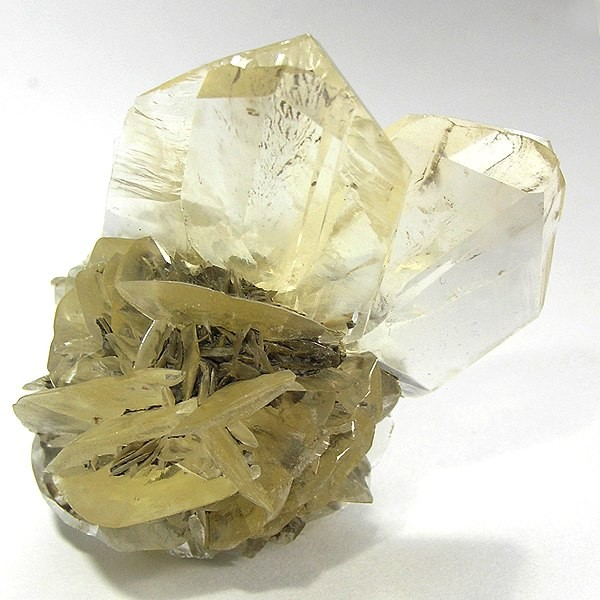